# Лофа (река)
Ло́ффа или Лофа (англ. Lofa) — река в Западной Африке.
Исток находится в юго-восточной части Гвинеи в префектуре Масента провинции Нзерекоре.
Река пересекает Либерию по графствам Лофа, Гбарполу, Гранд-Кейп-Маунт, Боми и впадает в Атлантический океан.
Верховья реки являются местом обитания народа Мано.
В междуречье рек Лофа и Мано находится заповедник Лофа-Мано.
В реке водится карликовый бегемот.